# Подмихайловцы
Подмиха́йловцы (укр. Підмихайлівці) — село в Рогатинской городской общине Ивано-Франковского района Ивано-Франковской области Украины.
Население по переписи 2001 года составляло 812 человек. Занимает площадь 6,261 км². Почтовый индекс — 77050. Телефонный код — 03435.